# Eliška Hříbková
Eliška Hříbková (2005) es una deportista checa que compite en ciclismo en la modalidad de trials. Ganó una medalla de bronce en el Campeonato Europeo de Trials de 2024.

## Palmarés internacional
| Campeonato Europeo | Campeonato Europeo | Campeonato Europeo | Campeonato Europeo |
| Año                | Lugar              | Medalla            | Competición        |
| ------------------ | ------------------ | ------------------ | ------------------ |
| 2024               | Jeumont (Francia)  | Medalla de bronce  | Trials 20″/26″     |